# TOI-178
TOI-178とは、地球からちょうこくしつ座の方向に存在する、6個（そのうち5個の惑星が軌道共鳴の関係にある）の太陽系外惑星が周囲を公転していることが知られている恒星である。これは、惑星系の中でこれまでに発見された最長の軌道共鳴の関係がある惑星系の1つである。この惑星系には、惑星間の密度にも異常なばらつきがあることが知られている。
TOI-178は約205光年と比較的地球から近い位置に存在しており、このような惑星系が比較的一般的である可能性があることを意味している。TOI-178の明るさからTOI-178のフォローアップ観測は容易であり、惑星の形成と進化の理解を広げるための理想的な惑星系となっている。
惑星系は、5つの異なる惑星探索プロジェクトによって提供されたデータによって確認された。TESSが興味深い軌道共鳴の関係にある惑星系の存在を最初に示唆した後、測定を改善し、結果を確認するための追加の観測がCHEOPS、ESPRESSO、次世代トランジットサーベイ（NGTS）、SPECULOOSによって行われた。今後数年間で、数分から数十分の範囲であると予想される惑星のトランジットタイミング変化法（TTV法）を用いた観測により、惑星の質量を決定し、惑星の軌道の軌道離心率を明らかにするのに役立つとされている。

## 物理的特性
| 太陽 | TOI-178   |
| ---- | --------- |
| 太陽 | Exoplanet |

TOI-178は太陽の約65%の大きさ、約65%の質量を持つK型主系列星である。年齢は約71億年とされている。TIC 251848941、2MASS J00291228-3027133等といった名称ももつ。

## 惑星系
| 名称 （恒星に近い順） | 質量               | 軌道長半径 （天文単位） | 公転周期 (日)                | 軌道離心率 | 軌道傾斜角           | 半径                  |
| --------------------- | ------------------ | ----------------------- | ---------------------------- | ---------- | -------------------- | --------------------- |
| b                     | 1.50+0.39 −0.44 M⊕ | 0.02607±0.00078         | 1.914558±0.000018            | —          | 88.8+0.8 −1.3°       | 1.152+0.073 −0.070 R⊕ |
| c                     | 4.77+0.55 −0.68 M⊕ | 0.0370±0.0011           | 3.238450+0.000020 −0.000019  | —          | 88.4+1.1 −1.6°       | 1.669+0.114 −0.099 R⊕ |
| d                     | 3.01+0.80 −1.03 M⊕ | 0.0592±0.0018           | 6.557700±0.000016            | —          | 88.58+0.20 −0.18°    | 2.572+0.075 −0.078 R⊕ |
| e                     | 3.86+1.25 −0.94 M⊕ | 0.0783+0.0023 −0.0024   | 9.961881±0.000042            | —          | 88.71+0.16 −0.13°    | 2.207+0.088 −0.090 R⊕ |
| f                     | 7.72+1.67 −1.52 M⊕ | 0.1039±0.0031           | 15.231915+0.000115 −0.000095 | —          | 88.723+0.071 −0.069° | 2.287+0.108 −0.110 R⊕ |
| g                     | 3.94+1.31 −1.62 M⊕ | 0.1275+0.0038 −0.0039   | 20.70950+0.00014 −0.00011    | —          | 88.823+0.045 −0.047° | 2.87+0.14 −0.13 R⊕    |

以前から、TOI-178の周囲には3つの惑星候補が知られており、それぞれ「TOI-178.01」、「TOI-178.02」、「TOI-178.03」とされ、いずれも2018年にTESSに発見された惑星の候補に加えられた。これら3つの惑星候補の公転周期はそれぞれ6.5577日、10.354252日、9.955936日であった。この段階ではTESSによって27日間の観測が行われており、3つの惑星候補はそれぞれ4回、3回、2回トランジットを起こした。また、更に惑星が存在する可能性も示されていた。
その後、CHEOPSや超大型望遠鏡VLTによる観測でTOI-178にb、c、d、e、f、gの6個の太陽系外惑星の存在が確認された。これらはすべてハビタブルゾーンの内側にあり、トランジット法で発見された。一番公転周期が長く離れた位置で公転しているgの表面温度は470ケルビンである。b、cは地球型惑星（スーパー・アース）、d、e、f、gは海王星型惑星（ミニ・ネプチューン）である。
国際天文学連合（IAU）の太陽系外惑星の命名規則によってTOI-178 b～TOI-178 gといった名称が与えられた6個の惑星のうち、外側の惑星5個は軌道共鳴の関係にあることが知られている。それぞれの惑星の公転周期はbが1.91日、cが3.24日、dが6.56日、eが9.96日、fが15.23日、gが20.71日である。これは完全な整数比ではないが、およそ1.37日を基準として、それらの惑星がパターンを形成している。惑星c～gの公転周期の比は、2:4:6:9:12、または18:9:6:4:3として表すことができる一連の共鳴を形成している。要するに惑星cが18周するごとに、惑星dは9周、惑星eは6周、惑星fは4周、惑星gは3周するという訳である。
更に、惑星bは同じ軌道共鳴の一部となる場所の近くを公転している。約1.95日というわずかに大きな軌道では、惑星cと3:5の共鳴関係にある。TOI-178系全体が元々1つの長い軌道共鳴の関係にあった可能性があると言及されているが、後に恐らく潮汐の相互作用によって、最も内側の惑星がその関係からはじき出されたとみられている。
なお、他に惑星が6個存在する惑星系としてケプラー11系やケプラー20系、HD 40307系等が存在する（複数惑星系の一覧、惑星数が多い惑星系の一覧も参照）。

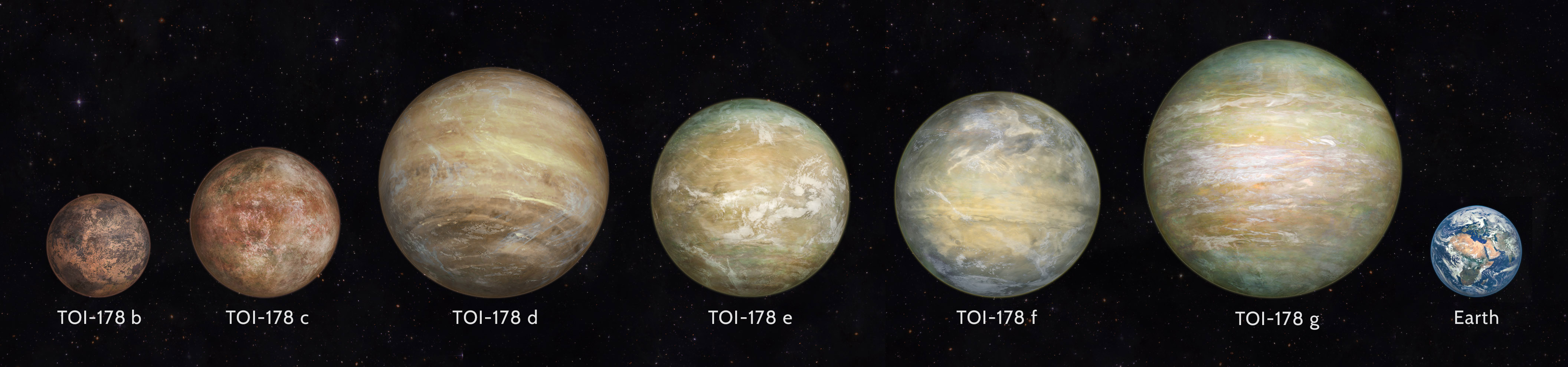
TOI-178系の惑星と地球の大きさ比較